# Stop Killing Games
Stop Killing Games is een consumentenbeweging en initiatief uit 2024 met als doel het behoud van computerspellen nadat de uitgever de ondersteuning ervan beëindigd. Het burgerinitiatief vraagt uitgevers om na het stopzetten van een computerspel, deze in een speelbare staat achter te laten.
Het initiatief werd snel populair en is door verschillende Youtubers en nieuwsorganisaties besproken. Het leidde ook tot een bredere discussie over het 'kopen van een game' en juridische regels rondom het offline halen van servers.

## Achtergrond
Het initiatief werd gestart na de stopzetting van The Crew, een racespel dat een constante internetverbinding vereiste, ondanks dat het grotendeels een singleplayerspel was. Wie het spel offline probeerde te starten, kreeg een foutmelding.
Op 1 april 2024 kondigde Ubisoft aan dat servers van The Crew werden gesloten, waardoor het niet meer gespeeld kon worden. Het leidde tot grote woede onder gamers, die hun geld terugvroegen. Twee gamers uit Californië daagden Ubisoft eind 2024 voor de rechter. Als reactie hierop gaf Ubisoft aan met een offline-modus te komen voor de racespellen The Crew 2 en The Crew Motorfest, hoewel er geen melding werd gemaakt van de stopgezette The Crew.

## Initiatiefnemer

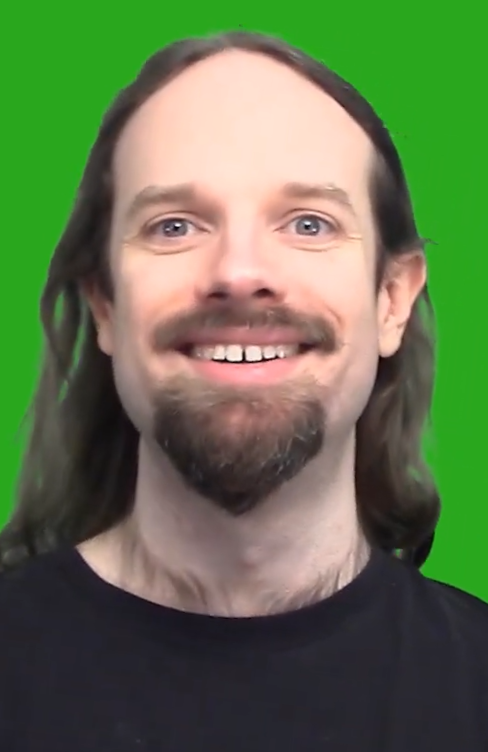
Scott in 2021

Initiatiefnemer van de petitie is Ross Scott, een Amerikaanse YouTuber die voornamelijk bekend is van zijn machinima-reeks Freeman's Mind. Hij heeft zich kritisch uitgelaten over de praktijk waarbij games die uitsluitend online verkocht worden, nadien gesloten worden. Scott omschrijft deze praktijk als "een aanval op zowel consumentenrechten als mediabehoud" en trekt vergelijkingen met filmstudio's uit het tijdperk van de stomme film die "hun eigen films verbrandden na de vertoning om het zilvergehalte terug te winnen." Hij zei dat hierdoor "de meeste films uit die periode voor altijd verloren zijn gegaan." In 2019 bekritiseerde Scott ook Games as a Service, een verdienmodel waarbij gamers vaak een abonnement moeten kopen om nieuwe inhoud te ontvangen. Hij vond dat spelontwikkelaars hiermee hun verantwoordelijkheid ontduiken om computerspellen speelbaar te houden.
In april 2024, na de sluiting van The Crew, publiceerde Scott een video op zijn YouTube-kanaal waarin hij Stop Killing Games voorstelde en lanceerde hij een website voor het initiatief. Het initiatief spoort gebruikers aan om te stemmen op petities om ontwikkelaars te verplichten manieren aan te bieden om games te spelen nadat de ondersteuning is stopgezet, zoals het toevoegen van een offline-modus of een mogelijkheid om privéservers te draaien. Hij lanceerde ook meerdere petities voor Stop Killing Games, zoals bij het directoraat-generaal voor mededinging, consumentenzaken en fraudebescherming in Frankrijk, de petitie van het Britse parlement, en het Europees burgerinitiatief in de Europese Unie, waarbij dat laatste in de eerste twee maanden meer dan 350.000 handtekeningen behaalde.

## Reacties
De Britse regering heeft geantwoord op de parlementaire petitie en gesteld dat er "geen vereiste in de Britse wetgeving bestaat die softwarebedrijven en -leveranciers verplicht oudere versies van hun besturingssystemen, software of aangesloten producten te ondersteunen". In 2025 werd de petitie stopgezet vanwege de algemene verkiezingen. Er werd een nieuwe petitie opgestart, die snel meer dan 10.000 handtekeningen behaalde. Dit was het vereiste aantal om de regering te laten reageren. In februari 2025 antwoordde de Britse regering op de nieuwe petitie en stelde dat zij "geen plannen had om de consumentenwetgeving betreffende digitale veroudering te wijzigen", maar wees erop dat "als consumenten ertoe worden gebracht te geloven dat een game onbeperkt speelbaar zal blijven voor bepaalde systemen, ondanks het einde van de fysieke ondersteuning, de CPR kan vereisen dat de game technisch haalbaar blijft [...] om onder die omstandigheden te spelen."
Hoewel het Europees burgerinitiatief aanvankelijk veel handtekeningen opleverde, verloor het al snel aan populariteit en stagneerde het rond de 500.000 handtekeningen. Dat was de helft van het aantal benodigde handtekeningen. In 2025 uploadde Scott een video waarin hij mensen aan de petitie herinnerde.

### Amerikaanse wet
In september 2024 werd in de Amerikaanse staat Californië een nieuwe wet ondertekend, getiteld AB 2426, die online gamewinkels dwingt om bekend te maken wat de gebruiker krijgt na het doen van een transactie om toegang te krijgen tot digitale goederen. Hierdoor is het illegaal om de termen 'kopen' en 'aanschaffen' te gebruiken terwijl er alleen een licentie wordt verstrekt die op elk moment kan worden ingetrokken. De wet is niet van toepassing op spellen die permanent offline gespeeld kunnen worden. De wet is op 1 januari 2025 in werking getreden.